# Cicer canariense
Cicer canariense är en ärtväxtart som beskrevs av A.Santos och Gwilym Peter Lewis. Cicer canariense ingår i släktet kikärter, och familjen ärtväxter. IUCN kategoriserar arten globalt som starkt hotad. Inga underarter finns listade i Catalogue of Life.

## Bildgalleri

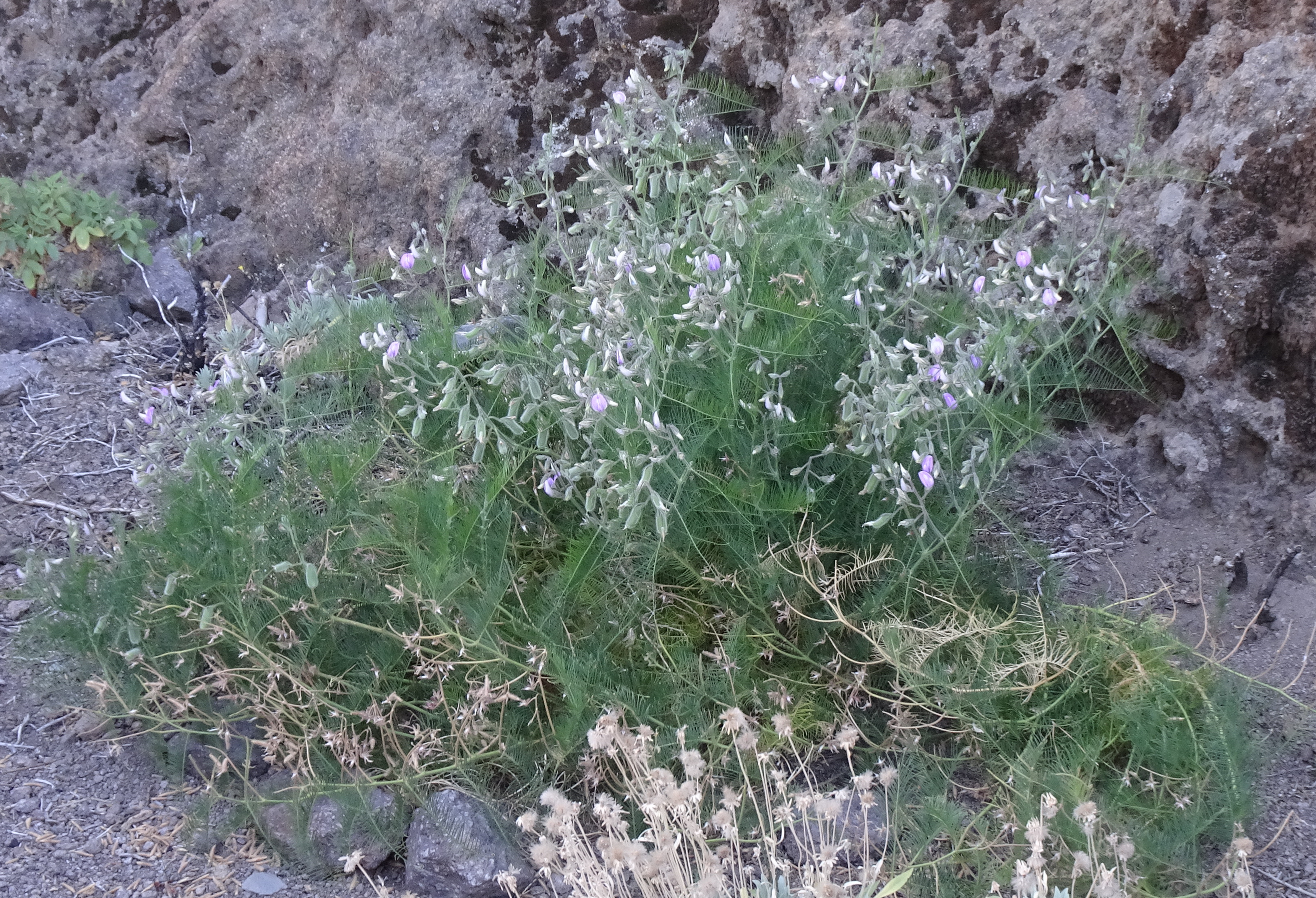
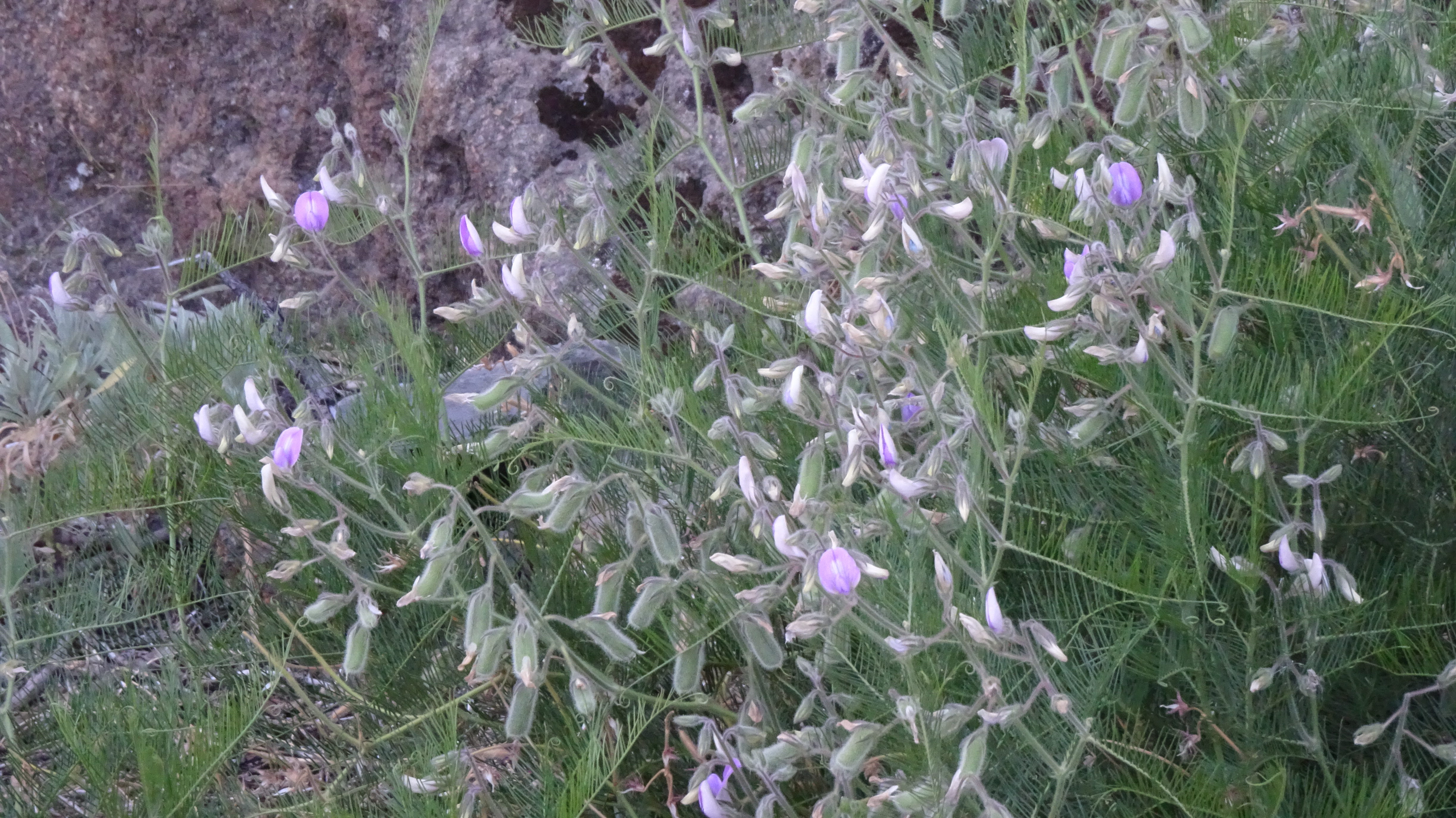
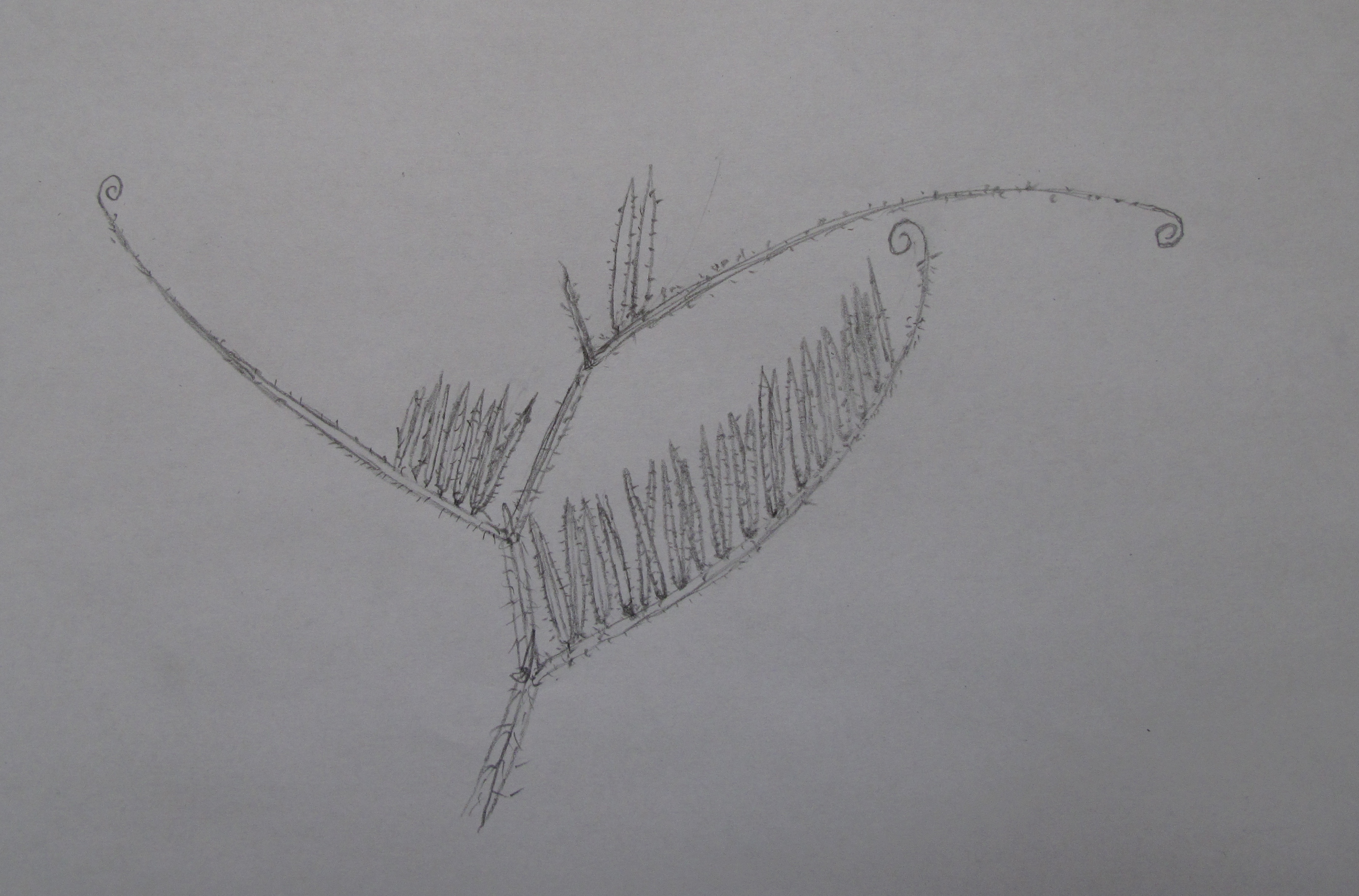
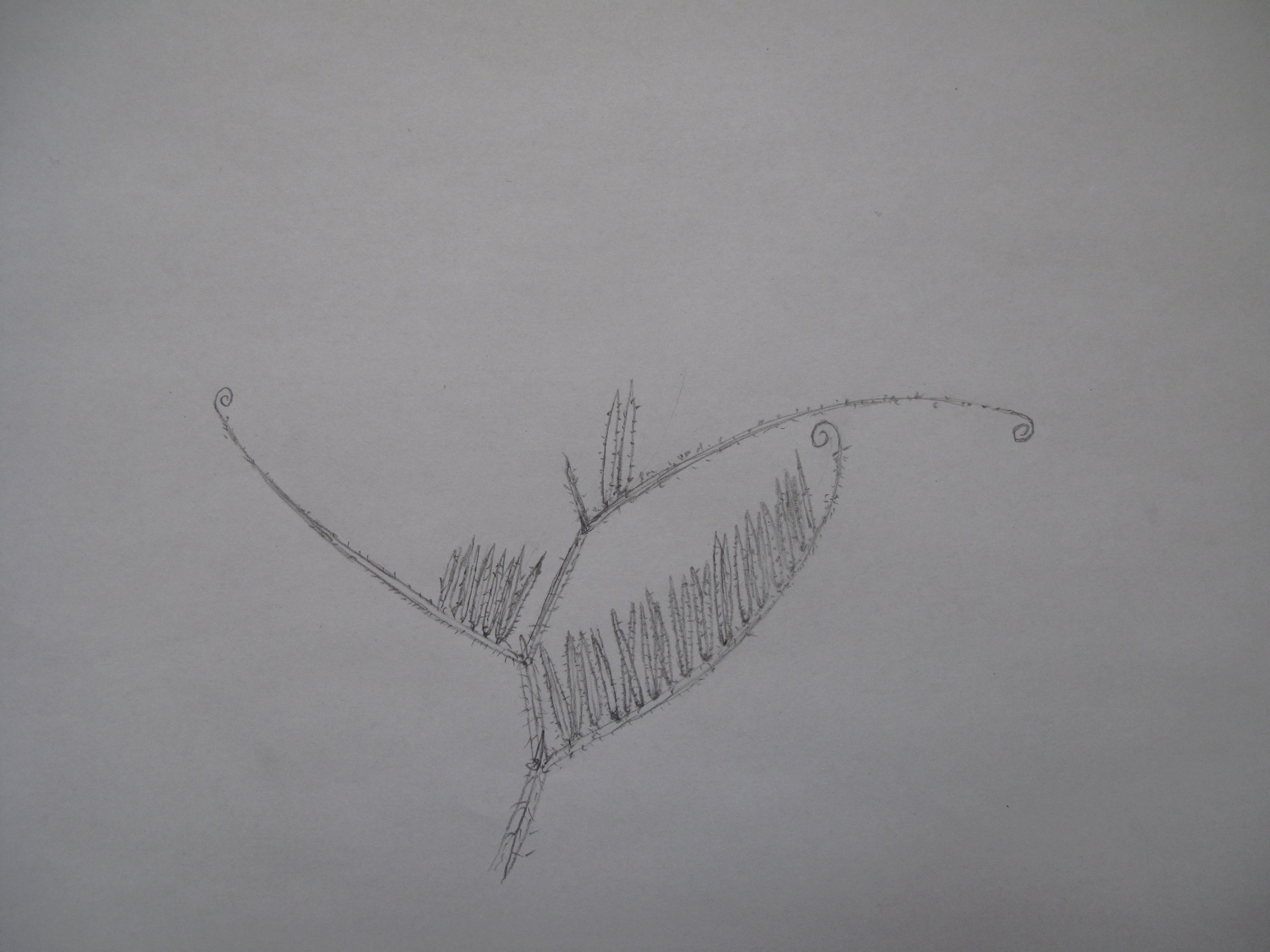